# Белоголовый, Аполлон Аполлонович
Аполло́н Аполло́нович Белоголо́вый (1900—1967) — инженер путей сообщения, автор проектов Химкинского железнодорожного моста через Канал имени Москвы (1935), Хорошёвского моста (1938) и др. Кавалер Ордена Трудового Красного Знамени (1937).

## Биография и деятельность
А. А. Белоголовый — один из учеников и последователей академика АН СССР Г. П. Передерия.
В 1930-х годах работал над созданием мостов в Москве и Рыбинске, участвовал в строительстве Канала имени Москвы.
Автор проектов арочных железобетонных Химкинского железнодорожного моста через Канал имени Москвы (1935), Хорошёвского арочного моста (архитектор И. С. Фридлянд, 1938). В 1937 году за работу на строительстве Канала имени Москвы награждён Орденом Трудового Красного Знамени.
В конце 1930-х годов работал над проектом Рыбинского городского моста (совместно с А. П. Петровым, архитектор Д. Б. Савицкий) (1939).
Участвовал в Великой Отечественной войне, воевал в 1-м мостовосстановительном отряде Главного управления военно-восстановительных работ Народного комиссариата путей сообщения в звании полковника. Награждён медалью «За победу над Германией в Великой Отечественной войне 1941—1945 гг.».

## Награды
- Орден Трудового Красного Знамени (1937)[5]
- Медаль «За победу над Германией в Великой Отечественной войне 1941—1945 гг.»[6]

## Наследие

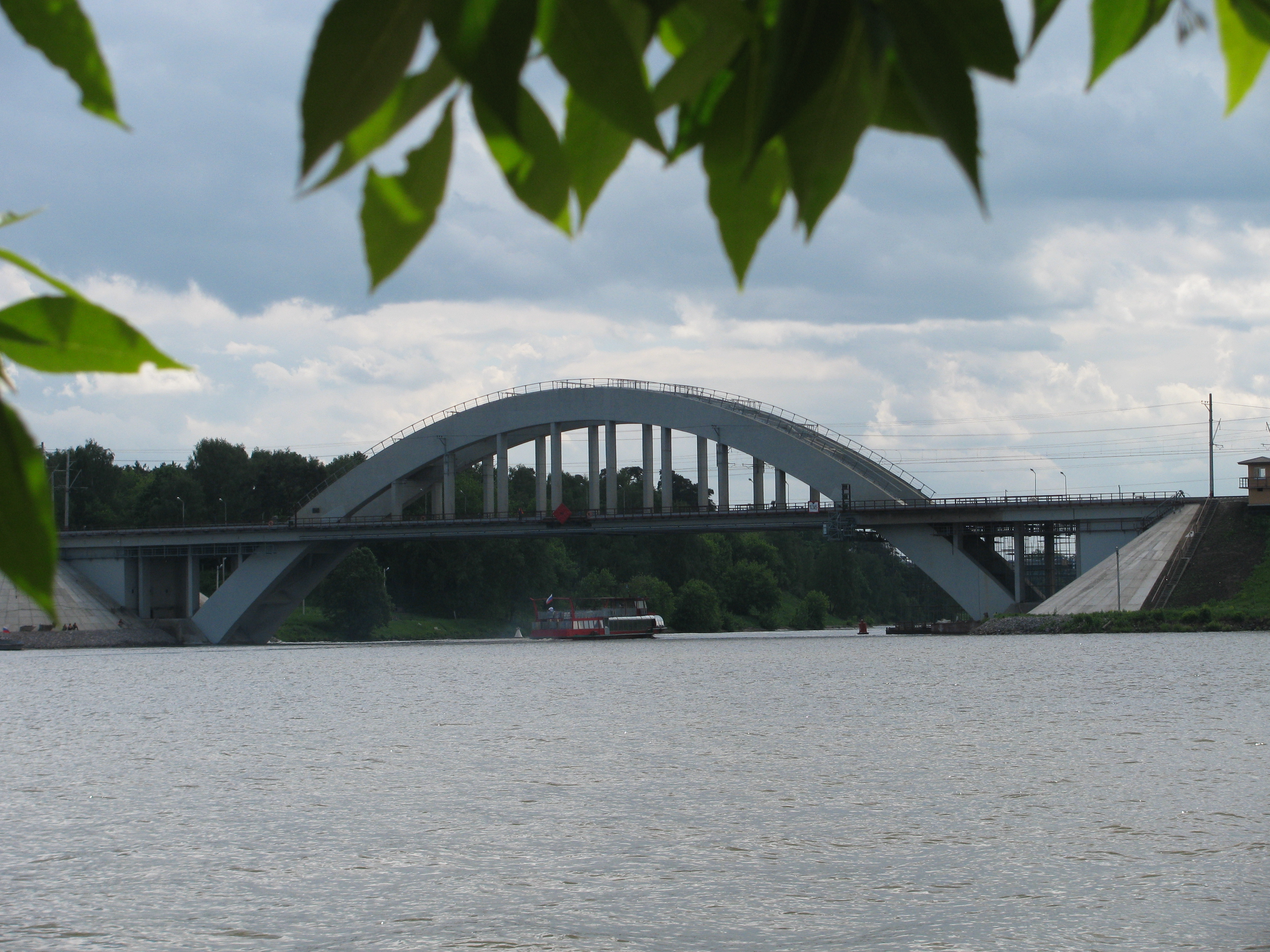
Химкинский мост. 2009

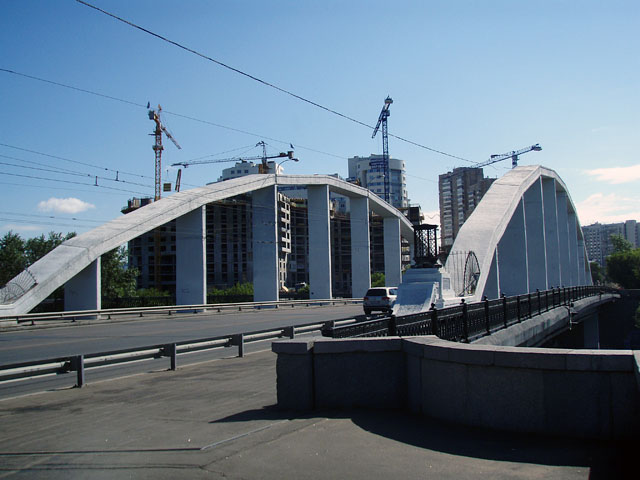
Хорошёвский мост. 2007

Возведение Рыбинского моста было отложено из-за строительства Рыбинской ГЭС и событий Великой Отечественной войны и завершено в 1963 году.
Спроектированные А. А. Белоголововым арочные железобетонные Хорошёвский и Химкинский железнодорожный мосты находятся в эксплуатации по сей день.